# Roberto Góes
Antônio Roberto Rodrigues Góes da Silva (Porto Grande, 22 de junho de 1966) é um dirigente esportivo e político brasileiro, ex-prefeito de Macapá, ex-deputado federal e atualmente vice presidente da Confederação Brasileira de Futebol (CBF). É filiado ao partido União Brasil (UNIÃO).
Foi preso por dois meses, entre dezembro de 2010 a fevereiro de 2011, acusado de participar em um esquema de desvio de verbas federais no Amapá. Atualmente, responde a processos por corrupção passiva e licitação fraudulenta.
Roberto Góes é primo de Waldez Góes, ex-governador do Amapá.

## Carreira
Iniciou sua carreira política como vereador de Macapá, em 1992, pelo antigo Partido Social Democrático (PSD). Em 1994, elegeu-se deputado estadual, sendo reeleito outras três vezes seguidas. Em 2008, concorreu à prefeitura de Macapá, sendo eleito no 2º turno. Contudo, nas eleições de 2012, é derrotado no segundo turno por Clécio Luís (PSOL). No pleito de 2014 elegeu-se deputado federal, sendo o mais votado do estado. Em 2018, não conseguiu renovar o mandato, após ter a candidatura indeferida. No ano de 2022, filiado ao União Brasil, é eleito deputado estadual pelo Amapá.

## Controvérsias

### Operação Mãos Limpas
Em 6 de dezembro de 2010, Roberto Góes foi preso de forma preventiva pela Polícia Federal em sua casa, em um desdobramento da Operação Mãos Limpas, que investigava um suposto esquema de desvio de verbas federais no Amapá por políticos, funcionários públicos e empresários. A prisão foi ordenada pelo ministro João Otávio de Noronha, do Superior Tribunal de Justiça (STJ). Na semana anterior, a PF havia apreendido R$ 35 mil na Secretaria Municipal de Finanças de Macapá. A polícia suspeitava que o dinheiro seria oriundo de licitações fraudulentas. Até ali haviam sido cumpridos 19 mandados de prisão no Estado, que incluíram até mesmo o então governador Pedro Paulo Dias, que passou dez dias na sede da superintendência da PF em Brasília. Foi solto em 11 de fevereiro de 2011, após quase dois meses preso também na sede da PF na capital federal. Trechos do inquérito afirmam que escutas da PF captaram um diálogo, em 4 de outubro de 2010, em que Góes pede para sua irmã, Queila Simone Rodrigues da Silva, procuradora-geral do município, medidas que obstruíssem a investigação da suposta organização criminosa que agia na cidade. Ele já havia sido preso, nesta mesma operação, por porte ilegal de arma de fogo, e solto após pagar fiança.
A operação Mãos Limpas, iniciada em setembro de 2010, levou para a prisão, além de Pedro Paulo Dias e Roberto Góes, o atual governador Waldez Góes, primo de Roberto, o presidente do Tribunal de Contas do Estado Julio Miranda, empresários e secretários do governo estadual e da prefeitura de Macapá. Segundo a Polícia Federal, as apurações revelaram indícios de um esquema de desvio de recursos da União que eram repassados à Secretaria de Educação do Estado do Amapá, provenientes do Fundeb e do Fundef.
Foi constatado que a maioria dos contratos administrativos firmados pela Secretaria de Educação não respeitavam as formalidades legais e beneficiavam empresas previamente selecionadas. Apenas uma empresa de segurança e vigilância privada, segundo a investigação, manteve contrato emergencial por três anos com a Secretaria, com fatura mensal superior a R$ 2,5 milhões, e com evidências de que parte do valor retornava, sob forma de propina, aos envolvidos. Durante a apuração, a PF informou ter constatado que o mesmo esquema era aplicado em outros órgãos públicos. Foram identificados desvios de recursos no Tribunal de Contas do Estado, na Assembleia Legislativa, na Prefeitura de Macapá, nas Secretarias de Estado de Justiça e Segurança Pública, de Saúde, de Inclusão e Mobilização Social, de Desporto e Lazer e no Instituto de Administração Penitenciária.
Outra acusação contra Góes dentro da Operação Mãos Limpas é de que ele, enquanto prefeito, teria contratado sem licitação a empresa Redelog para distribuir carnês do IPTU, com valores 167% maiores que a proposta apresentada pelos Correios. A denúncia com relação ao caso da Redelog foi aceita pelo ministro Dias Toffoli, do Supremo Tribunal Federal, em Fevereiro de 2016. O ministro descartou a tese de associação criminosa por considerar que Roberto Góes teria realizado manobras para viabilizar o desvio "numa típica atuação de coautoria, e não de associação criminosa". Inicialmente, o processo estava correndo na 3ª Vara Criminal de Macapá, mas quando Góes tomou posse como Deputado Federal, em fevereiro de 2015, o processo subiu para o Supremo. No caso do esquema fraudulento para beneficiar a empresa Redelog, a Polícia Federal chegou a um dos principais mentores de toda a organização criminosa, segundo o Ministério Público, o economista e advogado Paulo Melém.

### Condenação por peculato
A Primeira Turma do Supremo Tribunal Federal condenou Roberto Góes, em 17 de maio de 2016, por peculato. A acusação diz que, em 2012, como prefeito de Macapá, ele teria participado de esquema que redirecionava parcelas do salário de servidores destinadas a pagar empréstimos consignados. A pena foi de 2 anos, 8 meses e 20 dias de reclusão. A punição, no entanto, foi convertida em prestação de serviços a entidade filantrópica, durante uma hora por dia, pelo mesmo período. Além disso, o parlamentar deverá pagar multa de 20 salários mínimos (R$ 17,6 mil) em alimentos, remédios ou material escolar.
O Ministério Público acusou Góes de não repassar ao Banco Itaú mais de R$ 8 milhões devidos pelos servidores em empréstimos consignados, cujos pagamentos são descontados automaticamente dos salários. Em vez disso, usou o dinheiro para pagar outras despesas da prefeitura. Os pagamentos ao banco foram feitos apenas pelo sucessor de Goés, Clécio Luís, do PSOL. A defesa alegou que os valores retidos foram utilizados para pagar serviços essenciais e de natureza alimentar, como salários dos próprios servidores, por exemplo. O relator do caso, ministro Luís Roberto Barroso, porém, considerou que a prefeitura era somente uma depositária dos recursos, que não eram receita pública, mas deu outro destino à quantia. O voto de Barroso foi acompanhado integralmente pelo revisor, ministro Edson Fachin, e pela ministra Rosa Weber. Ficaram vencidos parcialmente os ministros Luiz Fux e Marco Aurélio Mello, para os quais não ficou configurada prática de peculato.

### Propaganda eleitoral antecipada
Em 17 de julho de 2012, o Ministério Público Eleitoral no Amapá ajuizou ação por propaganda eleitoral antecipada contra o então prefeito de Macapá Roberto Góes, que era candidato à reeleição nas eleições municipais daquele ano. Sob o pretexto de divulgar ações institucionais da prefeitura nos meses de maio e junho, foram veiculadas propagandas cujo conteúdo demonstrava prática de promoção pessoal. Para o MPE, as peças publicitárias configuram campanha eleitoral antes da data permitida por lei. Na televisão, a prefeitura veiculou propaganda em emissora e em horários de grande audiência, mais precisamente no horário nobre da TV Amapá, afiliada da Rede Globo, conforme descrito nos autos. O foco era associar a imagem de Roberto Góes a de um administrador competente, caracterizando campanha eleitoral antecipada. Não satisfeita com a divulgação televisiva, a prefeitura distribuiu em junho o jornal impresso "Informe Publicitário", amplamente distribuído na cidade, que promovia a imagem de Góes como prefeito de Macapá.
O prefeito utilizou verba pública para pagar pelas propagandas ilegais em valores de quase R$ 700 mil reais, o que configura improbidade administrativa. Em maio e junho, a propaganda irregular foi veiculada mais de 300 vezes na TV. A quantidade de inserções, segundo o juiz, potencializou o dano ao processo eleitoral. No início do mesmo mês, o então prefeito já havia sido condenado pela Justiça Eleitoral a pagar mais de R$ 95 mil em multa, também por propaganda eleitoral antecipada. O valor da condenação é igual ao montante gasto pela prefeitura pelas inserções de publicidade ilegal veiculadas em emissora de TV.

### Fraude na licitação do transporte coletivo de Macapá
Em 5 de abril de 2016, por unanimidade, a Primeira Turma do Supremo Tribunal Federal recebeu denúncia contra o deputado Roberto Góes, pela suposta prática de corrupção passiva (artigo 317 do código penal) e dispensa de licitação fora das hipóteses legais, crime previsto no artigo 89 da Lei 8.666/1993. De acordo com os autos, quando era prefeito de Macapá Roberto Góes teria recebido vantagem indevida para fraudar o processo licitação de escolha de empresa para prestar serviços de transporte público no município]. Em troca das vantagens, o prefeito e seu chefe de gabinete teriam dispensado a licitação e concedido a permissão à empresa Expresso Marco Zero.

### Vice-líder do Governo Dilma
Em 4 de abril de 2016 a presidente Dilma Rousseff nomeou Roberto Góes e a deputada Jandira Feghali, do PCdoB, como vice-líderes do governo na Câmara dos Deputados, em substituição a Luiz Carlos Busato (PTB) e Antonio Bulhões (PRB). A nomeação foi publicada no Diário Oficial da União de 5 de abril.

### Apoio a Michel Temer
Em agosto de 2017 votou a favor do presidente Michel Temer, no processo em que se pedia abertura de investigação, e que poderia afastá-lo da presidência da república. O voto do deputado ajudou a arquivar a denúncia do Ministério Público Federal.